# Jazzens museum
Het Jazzens museum is een museum in Strömsholm, Zweden. Het werd in 1999 opgericht en is gewijd aan jazzmuziek. Daarnaast organiseert het jaarlijks rond 150 jazzconcerten.

## Collectie
Het vertrekpunt is de jazztijd in New Orleans vanaf 1895, waarna de vertelling loopt langs Harlem, de bebop en vervolgens de geschiedenis van de jazz in Zweden. De collectie bestaat uit muziekinstrumenten, kleding, foto's, krantenknipsels, brieven, platen, handtekeningen en allerlei andere curiosa uit de jazzwereld.
Het museum beheert een collectie van meer dan 7500 objecten die telkens verder uitgebreid wordt. Rond 1500 zijn afkomstig uit de nalatenschap van de Zweedse pianist en entertainer Charlie Norman (1920-2005).

## Andere activiteiten
Daarnaast worden er jaarlijks rond vijftig jazzconcerten in de open lucht en honderd concerten binnen georganiseerd. Verder is er het café-restaurant Royal Garden aan verbonden, met een op Louisiana gerichte Criollo-Cajunse keuken.